# Kamov Ka-27
Pour les articles homonymes, voir Helix.
Le Kamov Ka-27 (code OTAN Helix) est un hélicoptère à rotors contrarotatifs à usage militaire. Il a été conçu comme le successeur direct du Ka-25 et affiche pour les mêmes dimensions environ une masse maximale au décollage double. Il a été mis en service actif pour la première fois sur les destroyers lance-missiles de la classe Oudaloï.
Il est décliné en plusieurs versions dont une version civile sous l’appellation Ka-32.

## Développement
Les travaux de conception ont commencé en 1969, le 3 avril 1972, le Comité central du PCUS et le Conseil des ministres de l'URSS ont adopté la résolution n°231-86, selon laquelle le bureau d'études de Kamov a été chargé de développer un hélicoptère anti-sous-marin lourd basé sur un navire. Le premier prototype a effectué son premier vol le 8 aout 1973. Il était destiné à remplacer le Kamov Ka-25, vieux de dix ans, et devait avoir des dimensions extérieures identiques ou inférieures à celles de son prédécesseur. Comme les autres hélicoptères militaires Kamov, il est équipé de rotors coaxiaux, éliminant ainsi le besoin d'un rotor de queue. Au total, cinq prototypes et hélicoptères de pré-série ont été construits. La production en série a commencé à Koumertaou en juillet 1979 et le nouvel hélicoptère est officiellement entré en service dans la marine soviétique en avril 1981. Le 830e régiment d'hélicoptères basé à Severomorsk-2 dans l'oblast de Mourmasnk fut le premier régiment à recevoir de Ka-27.

## Description
Dans la Marine russe, le Helix-A est affecté en priorité à la lutte anti-sous-marine sur les destroyers et les porte-avions. En outre, il assure des missions de transport et sert à la transmission de données sur les cibles par exemple en direction des croiseurs de la classe Kirov. En 2004, un programme de modernisation a été appliqué. La version tout-temps est désignée Helix-D. Le Ka-27 a aussi été décliné en une version d'alerte avancée désignée Ka-31 et une version civile Ka-32.

### Armement
Certaines versions du Ka-27 sont capable d'emporter plusieurs types d'armements sous leurs ailes et sous le nez. Le Ka-29B est capable d'emporter un fusil mitrailleur sous le nez de 12,7 mm ou de 7,62 mm. Il peut installer sous ses ailes des paniers à roquettes types S-8 (en), des bombes anti sous marines OMAB-25-12D et OMAB-25-8N, des torpilles UMGT-1. Dans les années 2010 la Russie a developpé l'APR-3 un missile anti sous marins qui peut être tiré depuis les Ka-27.

## Variantes
- Ka-27K : prototype de la version de lutte anti-sous-marine.
- Ka-27PL Helix-A : version de lutte anti-sous-marine.
- Ka-28 Helix-A : version destinée à l'exportation du Ka-27PL.
- Ka-27PS Helix-D : version de recherche et de sauvetage.
- Ka-27PV : version armée du Ka-27PS.
- Ka-29TB Helix-B : version armée utilisée pour le transport d'assaut. Il peut emporter 16 hommes et possède une mitrailleuse quadruple de 7,62 mm sous le nez et 1 800 kg d'armement sous des nageoires repliables.
- Ka-29RTM ou Ka-31 : version d'alerte aérienne avancée et de surveillance maritime. Il est équipé d'une grande antenne radar repliable sous le fuselage.
- Ka-32S Helix-C : version de transport utilitaire et de recherche et sauvetage.
- Ka-32T Helix-C : version de transport utilitaire et d'évacuation sanitaire.
- Ka-32K : grue volante construite à un seul exemplaire.
- Ka-32A : version civile de base dotée d'équipements modernisés.
- Ka-32A1 : version de lutte contre l'incendie.
- Ka-32A2 : version utilisée par la milice de Moscou.
- Ka-32A3 : version utilisée pour le sauvetage.
- Ka-32A7 : version de surveillance armée.
- Ka-32A11 : version civile pour le Canada.
- Ka-32A12 : version civile pour la Suisse.

## Utilisateurs

### Utilisateurs militaires

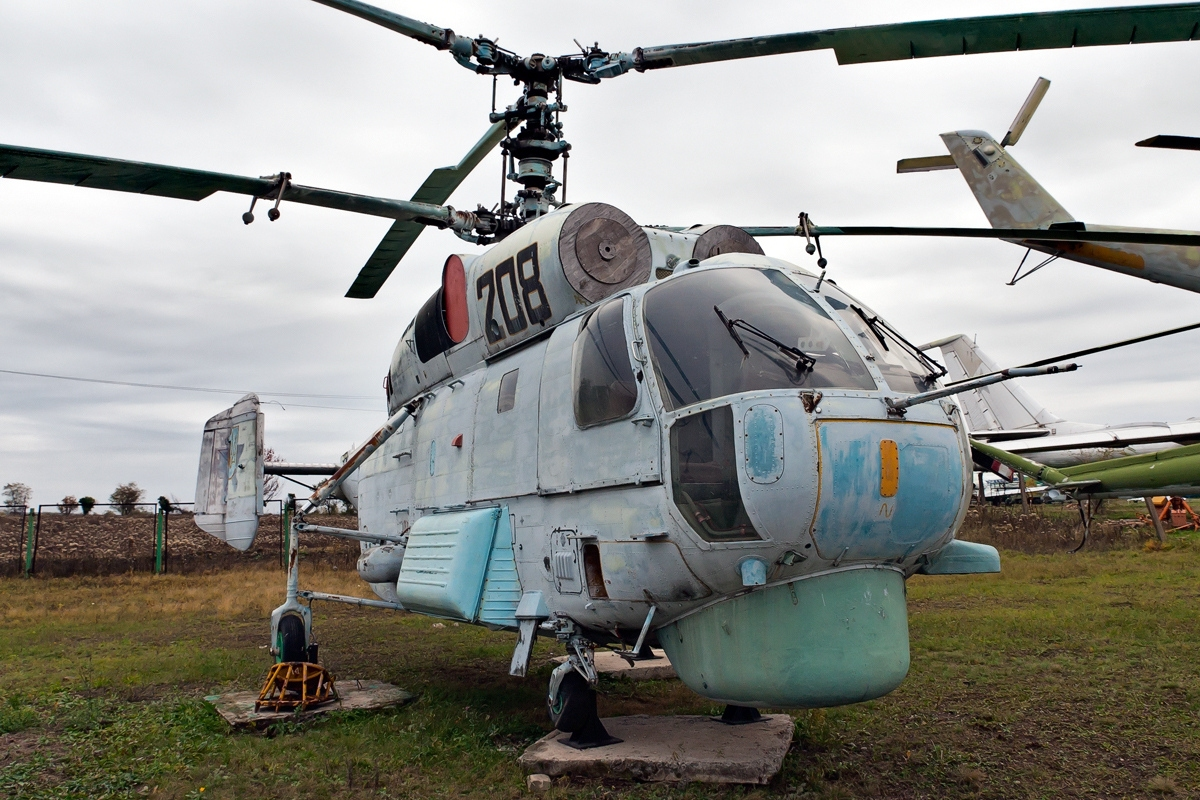
Un Ka-27PL Helix au Musée technique d'aviation à Louhansk.

- Algérie : 4 Ka-32T, 3 Ka-27PS utilisés par l'Armée de l'air algérienne.
- Azerbaïdjan :  3 Ka-32
- Birmanie : 2 Ka-28
- Chine : 3 Ka-27PS, 14 Ka-28
- Corée du Nord : au moins deux Ka-28 de lutte-anti-sous-marine livrés par Cuba entre 2002 et 2004 et trois ou quatre autres Ka-32S pour les missions de transport, servant possiblement de pièces de rechange en 2020, utilisés par la Marine populaire de Corée[3].
- Corée du Sud : 16 Ka-32, 8 dans l'armée de l'air et 8 dans les gardes cotes.
- Guinée équatoriale : 1 Ka-29
- Inde : 12 Ka-28, 11 Ka-31
- Laos : Au moins 1 Ka-32T
- Russie :
  - Marine russe : 15 Ka-27 ASW, 3 Ka-31R à bord du porte-avion Amiral Kouznetsov.
  - Aviation navale russe : 45 Ka-27PL, 22 Ka-27M, 16 Ka-27PS, 27 Ka-29
  - Service frontalier du FSB : Entre 0 et 100 Ka-27PS
- Syrie : 4 Kamov Ka-28 Helix utilisés par la Marine syrienne.
- Ukraine : 2 Ka-27
- Vietnam : 2 Ka-32, 10 Ka-28
- Yémen

### Utilisateurs civils
- Afrique du Sud
- Un Ka-32 de la Heliswiss Bulgarie

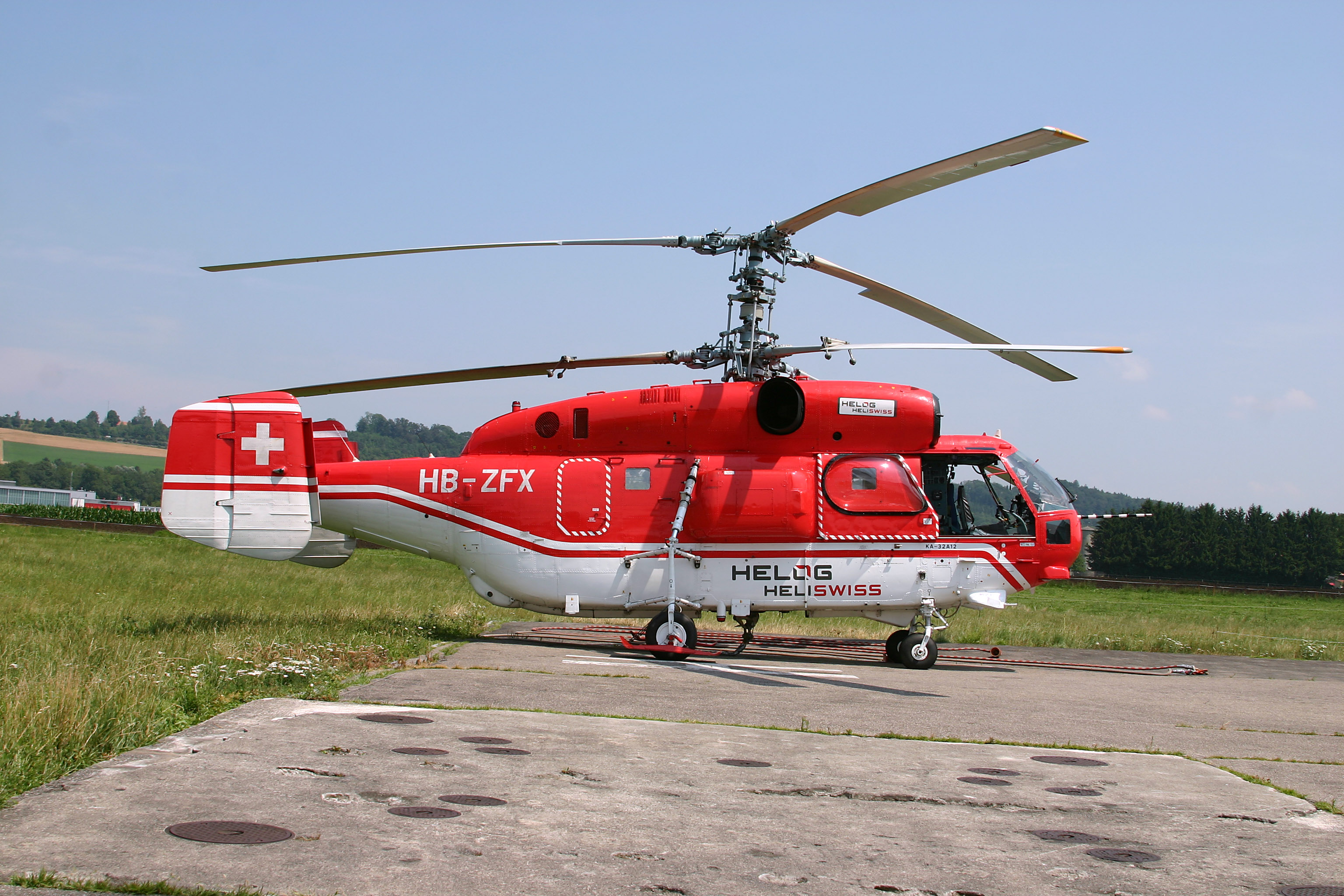
Un Ka-32 de la Heliswiss

- Canada : Ka-32A11 BC utilisés par Vancouver Island Helicopters
- Corée du Sud : 15 appareils.
- Espagne : Ka-32 A11 BC utilisés par Helisureste.
- Indonésie : elle prévoit [Quand ?]{ d'acheter des Ka-32 pour un usage non-militaire (évacuation sanitaire, recherche et sauvetage, transport utilitaire et lutte contre l'incendie) et pour la police indonésienne (Polisi Lintas Udara).
- Papouasie-Nouvelle-Guinée
- Portugal : 6 Ka-32 pour la lutte anti-incendie achetés en 2007[4] pour350 millions de dollars. Un endommagé et radié le 3 septembre 2012. Arrêt des vols en 2018. Transfert des six au gouvernement ukrainien annoncé le 13 octobre 2022[5] pour servir vraisemblablement de pièces détachées. Livraison terminée en septembre 2024[6].
- Suisse : Ka-32A12 utilisés par Helog Heliswiss et Ka-32T utilisés par Heliswiss

### Ancien utilisateurs
- Cuba : 4 Ka-28A de lutte ASM utilisés par la Marine cubaine en 2011.
- Union soviétique
- Yougoslavie